# Diabolicamente... Letizia
Diabolicamente... Letizia è un film del 1975, diretto da Salvatore Bugnatelli.

## Trama
L'architetto Marcello e la moglie Micaela, non potendo avere figli, decidono d'adottare Letizia, nipote della moglie, nonostante la ragazza sia già più che adolescente e, all'insaputa di tutti, dotata di poteri paranormali. Finirà col gettare discordia nella coppia e non si porrà alcuno scrupolo nemmeno di fronte all'eventualità di ricorrere all'omicidio: Letizia provocherà prima la morte dei due domestici a servizio della coppia e poi anche del marito della zia adottiva, ma alla fine sarà uccisa dall'ex direttore del collegio da cui proviene (a conoscenza dei poteri paranormali della ragazza, nonché suo maestro, istigatore e complice). Ma neppure lui la farà franca: verrà infatti colpito mortalmente da un'arma da fuoco nascosta dentro la cassaforte, che intendeva svaligiare in casa della coppia, a seguito dell'ennesimo inganno di Letizia.